# Crăiești (okręg Gałacz)
Crăiești – wieś w Rumunii, w okręgu Gałacz, w gminie Vârlezi. W 2011 roku liczyła 850 mieszkańców.